# Элиэзер бен-Шимон
Элиэзер бен-Шимон, также Элеазар бен-Симон (др.-евр. אלעזר בן שמעון‬), — один из виднейших еврейских законоучителей, танна (мудрец, живший в период Мишны) пятого поколения.

## Жизнеописание
Элиэзер бен-Шимон был сыном раввина Шимона бар-Йохая и упоминается во многих историях, рассказывающих о его отце. Согласно этим рассказам, Элиэзер провёл свою юность с отцом в пещере, изучая Тору и прячась от римских преследователей, которые искали его отца. После смерти императора Адриана, когда события приняли несколько более благоприятный оборот для евреев, отец и сын покинули пещеру и вернулись в оживлённый мир.
Элиэзер, слишком усердствовавший в религии во время своего долительного уединения, часто проклинал тех, кто посвящал всё свое время светским вещам, так что его отец счёл необходимым вмешаться и образумить его.